# Lamma
Lamma (akkadsky Lamassu, Lamassatu) byl v sumersko-akadské mytologii strážný démon, většinou ženského pohlaví. Tento duch se přimlouval za člověka u bohů, byl poslem mezi ním a bohy, uváděl ho do chrámu a mezi bohy.
Strážného démona mohl mít každý, ale démon mohl být i skupinový – pro rodinu, chrám či město. Tímto jménem bývaly označovány i různé ochranné bytosti. Lammové byli zobrazováni zpravidla jako lvi s lidskou hlavou, s vousy, s korunou a rohy. Jejich sochy bývaly umisťovány u vchodů do paláců, u městských bran a podobně.